# Push Baby
Пуш бејби (енгл. Push Baby), раније познат као Рикстон (енгл. Rixton), британски је поп рок бенд из Манчестера основан 2012. године. Група је постала светски позната по песми Me and My Broken Heart.

## Чланови бенда
- Џејк Рош — вокал, ритам гитара
- Чарли Багнал — вокал, гитара
- Дени Вилкин — вокал, клавијатура, бас гитара
- Луи Морган — бубњеви, вокал